# Битка код Ап Бака
10° 26′ 18″ N 106° 11′ 43″ E / 10.43833° С; 106.19528° И
Битка код Ап Бака (енгл. Battle of Ap Bac; вие. Trận Ấp Bắc) одиграла се 2. јануара 1963. године у околини вијетнамског села Ап Бак (64 км југозападно од Сајгона) у делти реке Меконг између Вијетконга и удружених снага Јужног Вијетнама и САД. Иако бројчано надјачани, припадници Вијетконга супротставили су се далеко супериорнијим јужновијетнамским војницима који су уживали подршку Америчког ваздухопловства. Упркос предности у сваком смислу, јужновијетнамски пуковник Дам није био у стању да изврши главни циљ задатка који му је био поверен, што је имало за последицу губитак у износу више од 60 људи као и измицање повеће групе герилаца. Након битке амерички и јужновијетнамски званичници покушали су сукоб код Ап Бака да назову победом, али су амерички потпуковник Ван и његово особље брзо отклонили заблуду и изнели пред јавност истину.
Битка код Ап Бака је била од пресудне важности за наредни ток одвијања конфликта. Председник Јужног Вијетнама, Нго Дијем, онеспособио је сопствене снаге наредивши им да се не излажу великим жртвама у настојању да избегне контроверзе. Стога се може рећи да је режим Јужног Вијетнама био више сконцентрисан на очувању моћи, него на тежњи за победом. Осим тога, пораз код Ап Бака је показао Сједињеним Државама да је јужновијетнамски режим корумпиран и неспособан у његовом сузбијању.

## Позадина
Пре него што је отпочела нова 1963. година, посебно опремљен амерички авион открио је радио-сигнале из јужновијетнамског сеоца Тан Ћои, у провинцији Ђин Туонг у којој се налазио штаб јужновијетнамске 7. дивизије. Делови јужновијетнамске 7. дивизије, укључујући и чету М-113 оклопних транспортера, добили су наредбу да нападну дотично сеоце удаљено неких 64 километара од Сајгона. У тренутку када су се суочиле устаничке и снаге владе из Сајгона, вијетконговски 514. батаљон се није још опоравио од неуспеха од претходне године.